# Vestal

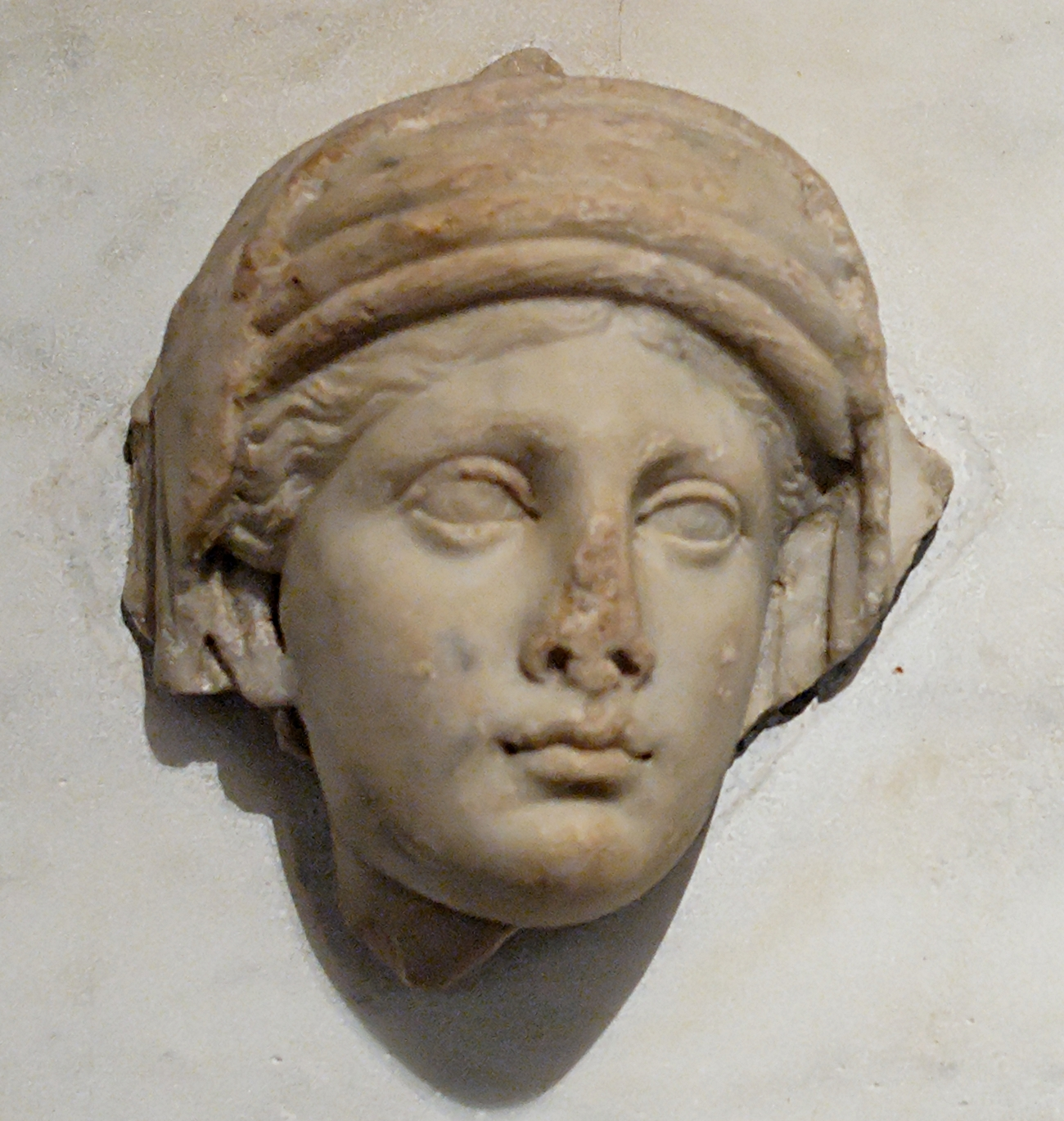
Relevo de uma vestal - Período de Adriano, (117–138 d.C.), Palatino

As vestais (em latim virgo vestalis), na Roma Antiga, eram sacerdotisas que cultuavam a deusa romana Vesta. Era um sacerdócio exclusivamente feminino, restrito a seis mulheres que seriam escolhidas entre a idade de 6 a 10 anos, servindo durante trinta anos. Durante esse período, as virgens vestais eram obrigadas a preservar sua virgindade e castidade, pois qualquer atentado a esses símbolos de pureza significariam um sacrilégio aos deuses romanos e, portanto, também à sociedade romana.

## Origem
Existem várias versões sobre a origem das virgens vestais.
O historiador Tito Lívio, em seu livro Ab Urbe condita libri, apresenta-nos a sua versão para o surgimento das sacerdotisas vestais em Roma. Segundo ele, o rei sabino Numa Pompílio foi o responsável pela instituição do Colégio dos Pontífices, portanto o criador de alguns sacerdócios, entre eles o das virgens vestais; como se compreende na seguinte passagem: 
| “ | Além disso, escolheu virgens para o culto de Vesta, sacerdócio oriundo de Alba, que era conhecido pela família do fundador de Roma; para que as sacerdotisas pudessem dispensar cuidados frequentes ao templo, estabeleceu-lhes uma remuneração fornecida pelo estado, e tornou-as, com voto de castidade e com outras cerimônias veneráveis e sagradas. | ” |

Porém, Plutarco tem uma versão diferente para o surgimento das virgens vestais, como se pode ver a seguir:
| “ | Diz-se ainda que Rômulo instituiu, pela primeira vez, o culto ao fogo, designando virgens sagradas, conhecidas por Vestais. Outros, porém, atribuem a medida a Numa, embora admitam que Rômulo fosse, de outras formas, uma pessoa extremamente religiosa […] e a Numa é atribuída a consagração das Virgens Vestais, e a atribuição da adoração e do cuidado do fogo perpétuo, que lhes é encarregado. | ” |

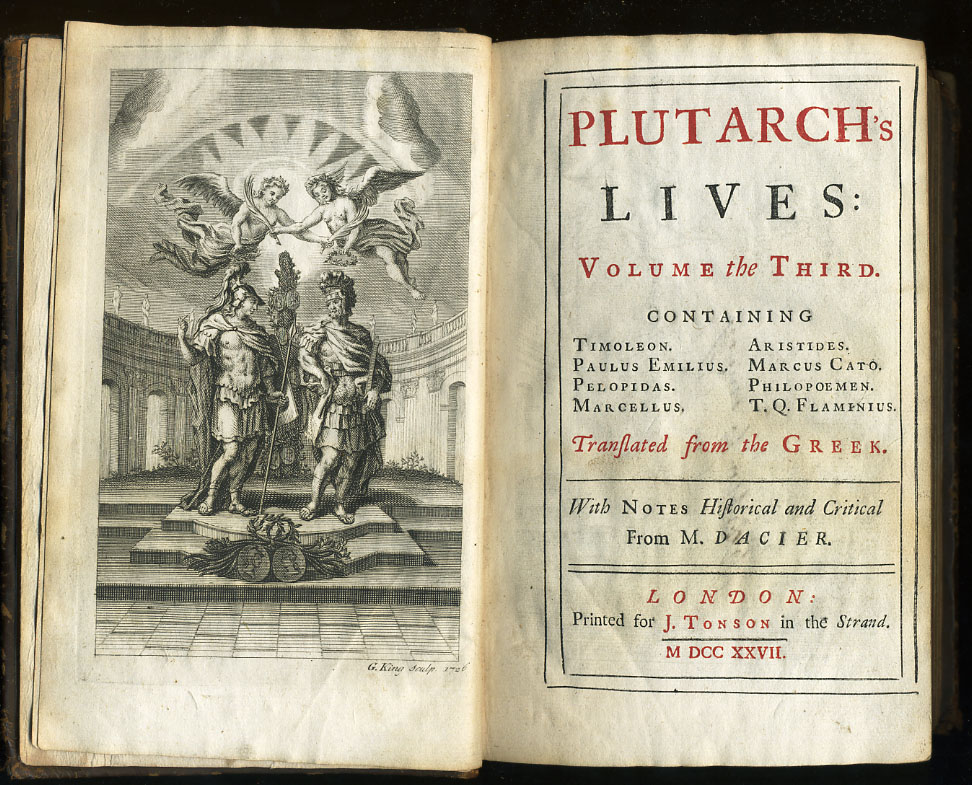
Vidas Paralelas de Plutarco
Manuscrito do volume 3 - versão 1727

Os mitólogos lembram que não se deve confundir a antiga Vesta, isto é, Gaia, a Terra, ou Titeia, mulher de Urano, com a virgem Vesta, deusa do fogo ou o próprio fogo, mas isso é muito frequente. Vesta, deusa do fogo, tinha um culto que remontava à mais alta antiguidade. Os gregos iniciavam e finalizavam todos os seus sacrifícios adorando Héstia, invocando-a antes de todos os outros deuses. Em Corinto havia um templo consagrado a ela, mas desprovido de estátuas, vendo-se apenas, no centro dele, um altar para os sacrifícios celebrados em sua honra. Seu culto consistia principalmente em alimentar o fogo que lhe era consagrado, para impedir que se apagasse.
Numa Pompílio (715-673 a.C.), segundo rei de Roma, fez construir para ela um templo em forma de globo, imagem do universo. Era no meio desse templo que se alimentava o fogo sagrado, visto como o penhor do império do mundo. Ele era renovado todos os anos, no dia primeiro de março, mas se por qualquer motivo se apagasse, só poderia ser ateado pelos raios do sol, por meio de uma espécie de espelho. Quase mil anos depois, o imperador Graciano, que reinou de 367 d.C. a 378 d.C., iniciou as hostilidades ao culto da deusa, que foi oficialmente proibido por seu sucessor Teodósio I. Em razão disso, no ano de 394 d.C., o fogo de Vesta se apagou para sempre, e com isso a lembrança da deusa também desapareceu da memória dos povos que antes a haviam reverenciado.

## Seleção
O critério da seleção das vestais era feito seguindo algumas exigências, sendo as duas principais: que não tivesse nenhum defeito físico ou mental, como exemplificado na descrição de Aulo Gélio, citando Antíscio Labeão; que era um sacrilégio tornar vestal uma menina que "fosse gaga, meio surda ou com alguma deficiência física" e que a vestal estava obrigada a permanecer virgem enquanto durasse o período de seu sacerdócio.
Outras exigências para ser uma virgem vestal também eram não ser filha de um flâmine, um áugure, um dos encarregados dos Livros Sibilinos ou um dos sacerdotes de Marte. Eram também impedidas de ser uma sacerdotisa vestal as garotas que estavam noivas de um pontífice máximo (pontifex maximus) e isentas aquelas que já tinham irmãs eleitas para o sacerdócio. Inicialmente, todas as sacerdotisas vestais escolhidas tinham que ser obrigatoriamente de origem patrícia. Contudo, com a implantação da Lex Papia, em 65 a.C., no período de Augusto, houve uma mudança no recrutamento das vestais, que a partir desse momento também seriam escolhidas de famílias de origem na plebe.
As meninas selecionadas para serem futuras virgens vestais passavam por um ritual nomeado captio, o qual tem semelhança com o rito de cum manum, o casamento romano. Esse rito irá retirar a futura vestal do culto familiar de seu pai para a presença do pontífice máximo, o qual pronuncia as seguintes palavras:
| “ | Eu te recebo, Amata, para ser uma sacerdotisa Vestal, que irá realizar os ritos sagrados que é a lei de uma sacerdotisa Vestal e para executar em nome do povo romano, nas mesmas condições, como aquela que era uma Vestal nas melhores condições. | ” |

A nova virgem vestal era então conduzida até a Casa das Vestais (atrium vestae) e confiada ao Colégio de Pontífices (Collegium Pontificum).

## Serviço

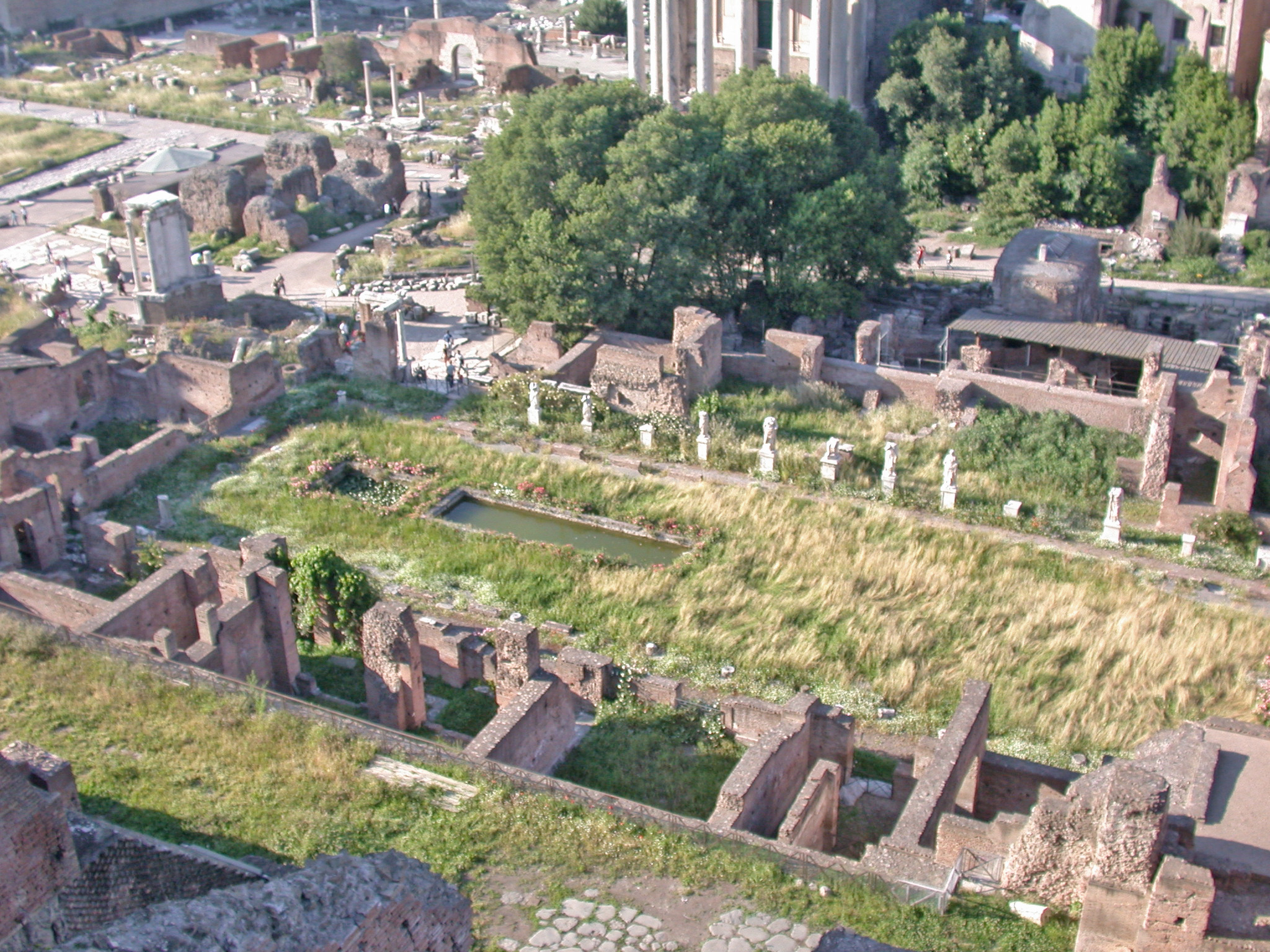
Casa das Vestais, vista do Palatino. Dentro se vê as ruínas das estátuas das virgens vestais. No alto à esquerda, nota-se o que sobrou do Templo Circular de Vesta.

O serviço das virgens vestais tinha a duração de trinta anos. Nos primeiros dez anos a sacerdotisa iria aprender as obrigações ligadas ao culto de Vesta, nos outros dez anos ela iria exercer suas funções como sacerdotisa vestal e nos últimos dez anos a vestal iria ensinar às novas virgens vestais as suas funções; completados esses trinta anos, a vestal era livre para se casar, recebendo um dote para esse fim. A maioria das virgens vestais escolhia continuar a exercer o sacerdócio.
A principal atividade das virgens vestais era manter sempre aceso o fogo sagrado no Templo de Vesta (aedes vestais), localizado ao lado da Casa das vestais e ao sudoeste do Fórum Romano. Essa função era necessária, pois, como coloca Robin Wildfang, "o fogo […] é o fundamento da existência da cidade, a pax deorum". A existência e continuidade do fogo sagrado indicam a permanência de Roma e do modo de vida romano; deixar o fogo se apagar equivale a deixar o Império Romano sofrer a ira dos deuses romanos que iriam aparecer em forma de presságios, como o mostrum eprodigium.
Uma das atividades das virgens vestais, além de manter o fogo sagrado de Roma aceso, é a preparação da mola salsa e do muries, ambos agentes purificadores dos ritos religiosos romanos. A mola salsa era preparada com farinha e sal, e o muries feito de sal impuro batido num pilão e cozido. Em ambos os preparos, o fogo sagrado era utilizado. Contudo, a mola salsa era feita apenas três vezes ao ano: no festival da Lupercália, no festival da Vestália e em 13 de setembro.
Devido à inviolabilidade do Templo de Vesta e das próprias sacerdotisas, as mesmas também guardavam os objetos sagrados, tratados solenes e testamentos de várias pessoas entre elas como dos próprios imperadores romanos: Augusto, Tibério, entre outros; como cita Suetónio em seu livro Vidas dos Doze Césares.

## Vestuário

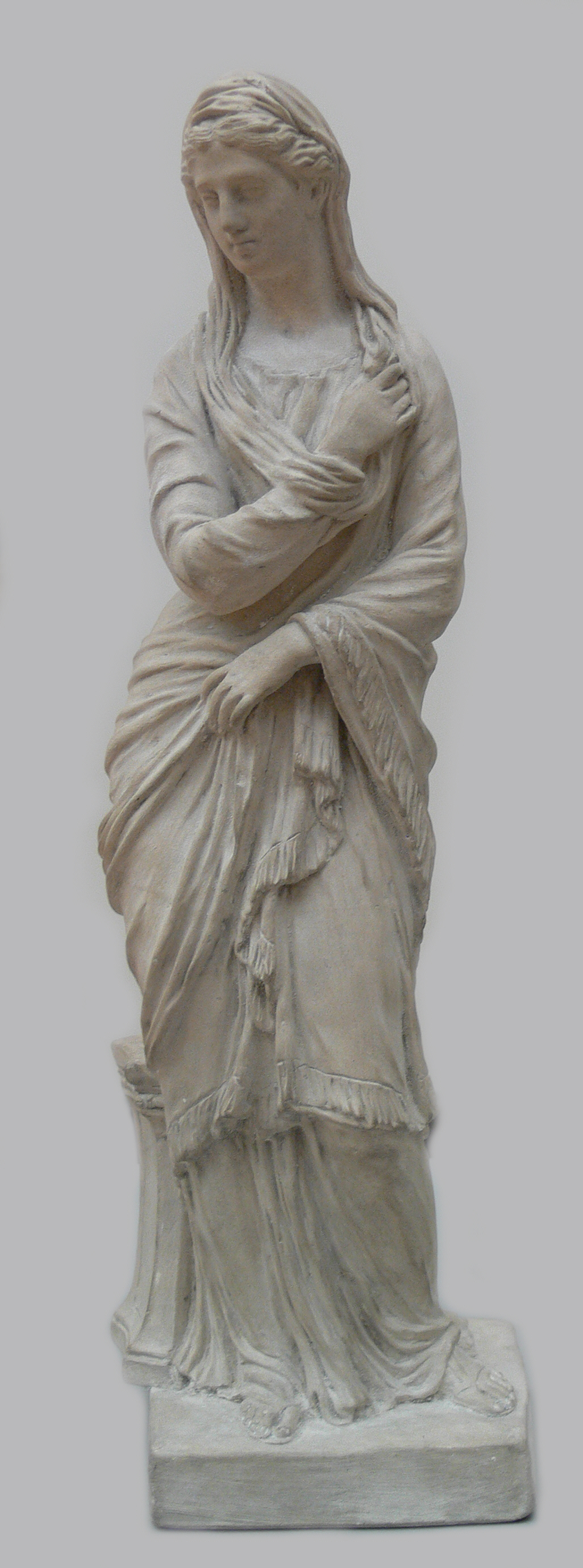
Virgem vestal (c.1762–1767), por Valentin Sonnenschein, Museu Bode, Berlim

O vestuário e o penteado das virgens vestais mostram a importância da castidade (castitas) e da pureza das vestais em seu culto. Também demonstram o seu status social especial dentro da sociedade romana, como membros cidadãs de Roma e como não membros da estrutura familiar que rege essa sociedade.
As vestais utilizavam um penteado chamado sex crines, também feito pelas noivas como vemos no fragmento a seguir:
| “ | Noivas são adornadas com seis tranças, porque esse é o mais antigo estilo para isso. O que certamente as virgens vestais também usam, cuja castidade para seus próprios homens - / - noivas *** de outros | ” |

O vestuário das sacerdotisas era composto pela estola (stola) e o vittae, que são faixas de tecido utilizados pelas vestais para prender o cabelo; usados regularmente. Nos rituais de sacrifício, vestiam a ínfula (infula) e o suffibulum, que era um pano branco colocado em suas cabeças.
A historiadora Mary Beard demonstra a utilização da estola e do vittae como elementos indicativos da associação das vestais com a matrona romana, devido a serem os dois únicos grupos femininos que é permitido o uso da estola na Roma Antiga.

## Statuse privilégios

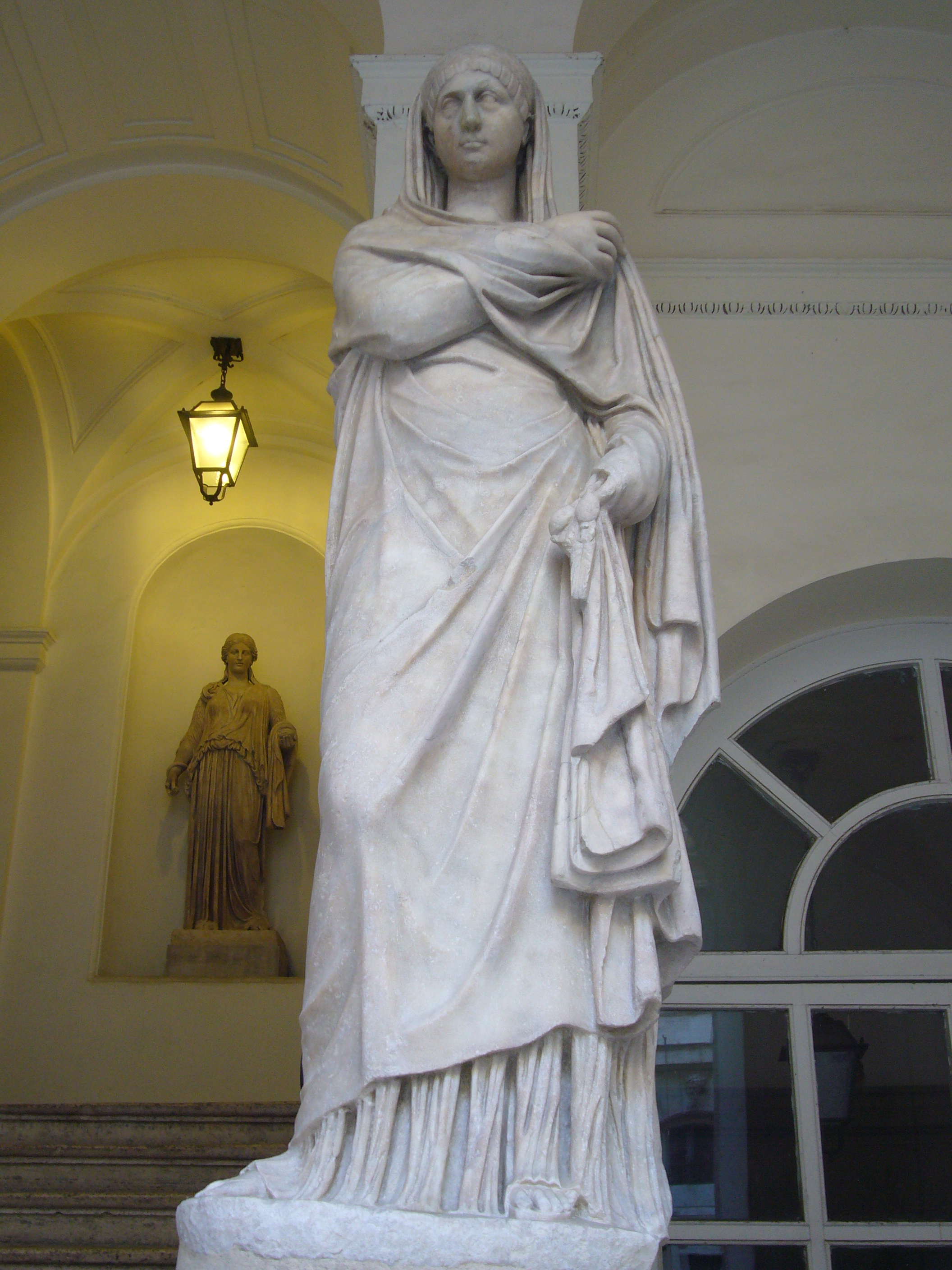
Estátua de uma vestal Museu do Palácio Braschi - Roma

As sacerdotisas vestais possuíam um status jurídico muito particular dentro da sociedade romana.
Por serem elas as guardiãs do fogo sagrado, as virgens vestais foram obtendo com o passar dos séculos uma crescente série de privilégios exercidos dentro do direito romano. Essas leis eram direcionadas somente às sacerdotisas de Vesta, não tendo as mulheres romanas nenhuma ligação com essa jurisdição. Alguns dos privilégios são:
- As virgens vestais estão livres da autoridade paterna (Pater familias) e da tutela de seus familiares, citado na Lei das Doze Tábuas;
- Estão livres a fazerem seus próprios testamentos;
- Saírem à rua precedidas de lictores, como faz o magistrado. Os cônsules e pretores ao se encontrarem com as virgens vestais cediam espaço e mandavam abaixar seus fasces diante delas, em sinal de respeito;[15]
- Podem ser enterradas no pomério;
- As virgens vestais podem servir de testemunhas para um processo.

## Ocrimen incestidas vestais

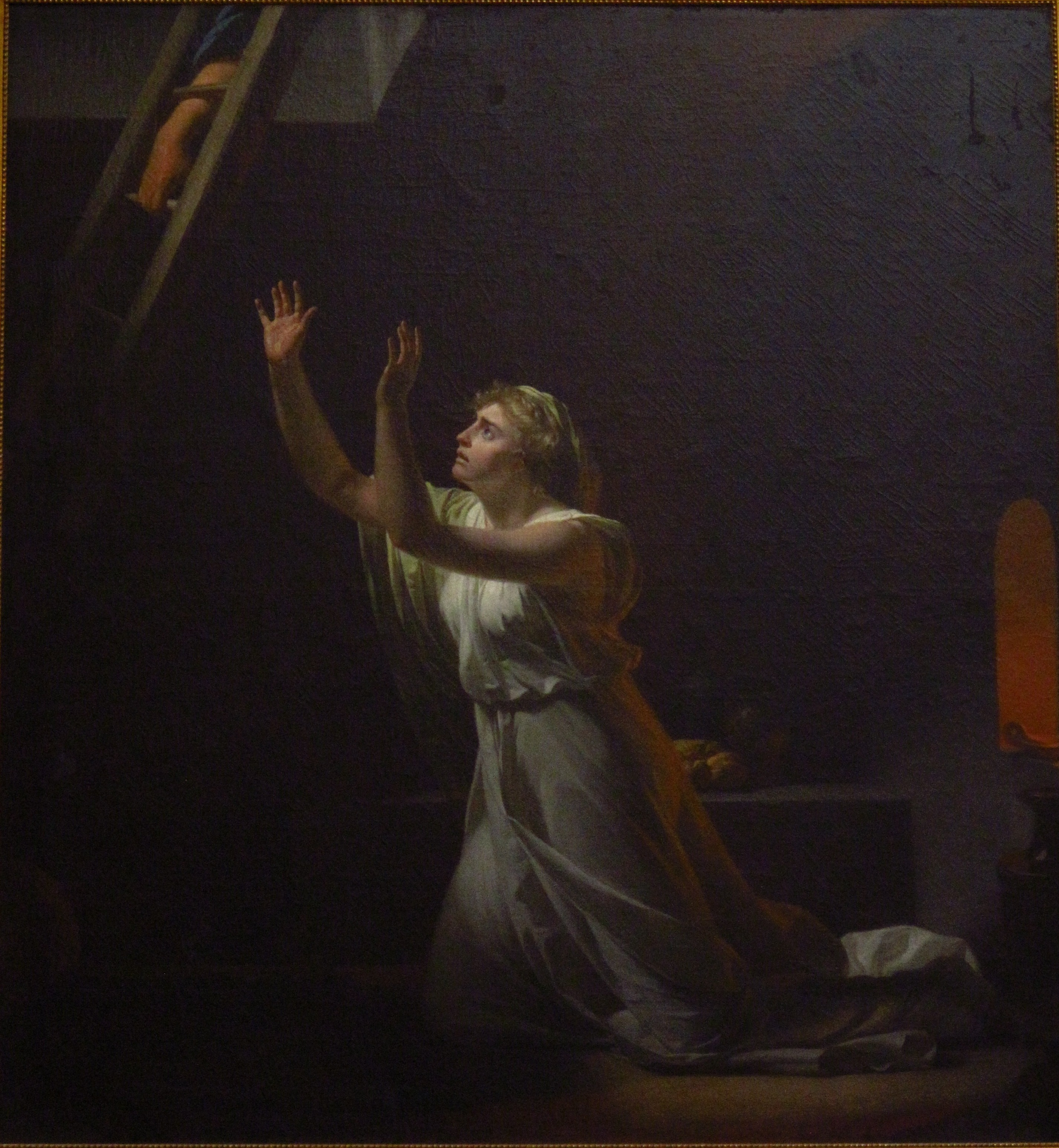
O suplício de uma vestal (1790), por Henri-Pierre Danloux, Museu do Louvre

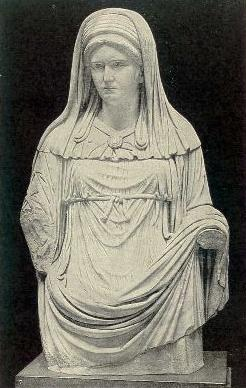
Virgo vestalis maxima, "Virgem vestal máxima", estátua romana

A virgindade e a castidade (castitas) são consideradas essenciais para as mulheres romanas e particularmente para as virgens vestais, pois esse binômio tem estreita ligação com a fecundidade e o bem-estar da comunidade, representado pelo fogo sagrado, a marca da manutenção da pax deorum. Assim, o fogo sagrado é reproduzido em cada lar romano (domus) através dolararium, simbolizando e perpetuando a pureza da deusa Vesta.
A virgindade das sacerdotisas vestais pode ser comparado, para alguns historiadores, à pudicitia exigida à matrona romana, sendo compreendida por Pierre Grimal e Candida López como simplicidade ao se vestir, austeridade no comportamento social, além de permitir uma percepção de que a virgindade não significa uma esterilidade, mas ao contrário, uma maternidade e/ou fecundidade em potencial. Daí vem a importância da virgem vestal manter a sua castidade e pureza, como entende-se na seguinte passagem de Santiago Montero:

"o bem-estar da sociedade e o futuro da República dependiam em boa parte da presença ou ausência dos prodígios que eram transmitidos pela mulher […] Mas de igual maneira, a sorte do Estado era considerada também ligada à virgindade dessas sacerdotisas. 
Portanto quando uma sacerdotisa vestal cometia o crimen incesti, a infração a seu voto de castidade era julgada com a pena máxima: a morte. Entretanto havia duas formas de aplicação, a decapitação e o sepultamento vivo, no qual a sacerdotisa vestal era enterrada viva, com um pedaço de alimento e um pouco de água para beber. Suetônio nos descreve um desses acontecimentos:

“De diversas maneiras, mas sempre severas, refreou os incestos das virgens vestais, pelos quais nem o pai nem o irmão se interessaram… Primeiro, puniu-os com a decapitação; mais tarde, com o antigo costume. Dessa forma, permitiu às irmãs Ocelata e a Vamila que escolhessem o gênero de morte que fossem mais de seu agrado, desterrando-lhes os sedutores. Enquanto isso, Cornélia, a Virgem Máxima, outrora absolvida, mas algum tempo depois acusada de novo, e de forma documentada, era enterrada viva.” 
Alguns historiadores como T. Cornell  e Candida López, observaram uma relação na ocorrência do crimen incesti no mesmo momento que as crises políticas e militares se acentuavam em diferentes períodos do Império Romano. Entretanto, há uma maior tendência de processos contra as virgens vestais durante a época da República Romana, no qual ocorreu um maior número de conflitos internos, como se pode ver pela lista a seguir, feita por Candida Lopez:
- Vestal Pinária — reinado de Tarquínio Prisco
- Vestal Ópia — 483 a.C.
- Vestal Orbínia — 472 a.C.
- Vestal Minúcia — 397 a.C.
- Vestal Sextília — 275 a.C.
- Vestal Caparônia — 266 a.C.
- Vestal Túcia — 228 a.C.
- Vestal Opímia — 216 a.C.
- Vestal Floro — 216 a.C.
- Vestal Emília — 114 a.C.
- Vestal Licínia — 114 a.C.
- Vestal Márcia — 114 a.C.
- Vestal Fábia — 73 a.C.